# Sport-Gemeinschaft Union Solingen 97 1976-1977
Questa voce raccoglie le informazioni riguardanti la Sport-Gemeinschaft Union Solingen 97 nelle competizioni ufficiali della stagione 1976-1977.

## Stagione
Nella stagione 1976-1977 l'Union Solingen, allenato da Norbert Wagner, Edgar Evenkamp, Hermann Eppenhoff e Frank Herbeling, concluse il campionato di 2. Bundesliga al 19º posto. In Coppa di Germania l'Union Solingen fu eliminato al secondo turno dallo Stoccarda.

## Rosa
| N. |                     | Ruolo | Calciatore      |
| -- | ------------------- | ----- | --------------- |
|    | Germania (bandiera) | P     | Meinolf Schulte |
|    | Germania (bandiera) | P     | Helmut Träries  |
|    | Germania (bandiera) | D     | Willi Cryns     |
|    | Germania (bandiera) | D     | Edgar Evenkamp  |
|    | Germania (bandiera) | D     | Wolfgang Fabian |
|    | Austria (bandiera)  | D     | Alfred Haffner  |
|    | Germania (bandiera) | D     | Karlheinz Höfer |
|    | Germania (bandiera) | D     | Dirk Hupe       |
|    | Germania (bandiera) | D     | Otto Luttrop    |
|    | Germania (bandiera) | D     | Harald Wiesler  |
|    | Germania (bandiera) | C     | Peter Feiten    |

| N. |                     | Ruolo | Calciatore           |
| -- | ------------------- | ----- | -------------------- |
|    | Germania (bandiera) | C     | Hans-Gerd Florian    |
|    | Germania (bandiera) | C     | Dieter Goldbach      |
|    | Germania (bandiera) | C     | Karl-Heinz Haymann   |
|    | Germania (bandiera) | C     | Wolfgang Krüger      |
|    | Germania (bandiera) | C     | Horst Kuballa        |
|    | Germania (bandiera) | A     | Karl-Heinz Jonas     |
|    | Germania (bandiera) | A     | Hans Jürgen Lehr     |
|    | Germania (bandiera) | A     | Werner Lenz          |
|    | Germania (bandiera) | A     | Hans-Günther Plücken |
|    | Serbia (bandiera)   | A     | Mileta Rnic          |
|    | Germania (bandiera) | A     | Volker Spazier       |

## Organigramma societario
Area tecnica
- Allenatore: Frank Herbeling
- Allenatore in seconda:
- Preparatore dei portieri:
- Preparatori atletici:

## Calciomercato

### Sessione estiva
| Acquisti | Acquisti          | Acquisti           | Acquisti |
| R.       | Nome              | da                 | Modalità |
| -------- | ----------------- | ------------------ | -------- |
| D        | Willi Cryns       | Siegburger SV 04   |          |
| C        | Peter Feiten      | Fortuna Colonia    |          |
| C        | Hans-Gerd Florian | Schwarz-Weiß Essen |          |
| D        | Karlheinz Höfer   | Hannover 96        |          |
| A        | Karl-Heinz Jonas  | Mülheim            |          |
| D        | Otto Luttrop      | Lucerna            |          |
| A        | Volker Spazier    | Mülheim            |          |

| Cessioni | Cessioni         | Cessioni            | Cessioni |
| R.       | Nome             | a                   | Modalità |
| -------- | ---------------- | ------------------- | -------- |
| P        | Jörg Daniel      | Fortuna Düsseldorf  |          |
| D        | Jürgen Kohle     | VfB 06/08 Remscheid |          |
| A        | Lothar Richter   | Viktoria Colonia    |          |
| D        | Reinhard Schmitz | TeBe Berlino        |          |

### Sessione invernale
| Acquisti | Acquisti | Acquisti | Acquisti |
| R.       | Nome     | da       | Modalità |
| -------- | -------- | -------- | -------- |

| Cessioni | Cessioni | Cessioni | Cessioni |
| R.       | Nome     | a        | Modalità |
| -------- | -------- | -------- | -------- |

## Risultati

### 2. Bundesliga

#### Girone di andata
| Arbitro: | Risse |

|             |           |  |
| Plücken 75’ | Marcatori |  |

| Arbitro: | Rieb |

|                          |           |  |
| Hammes 14’, 74’ Zyla 29’ | Marcatori |  |

| Arbitro: | Heitmann |

|             |           |                                   |
| Plücken 88’ | Marcatori | 25’ Köstner 44’ Riege 67’ Raschid |

| Arbitro: | Assenmacher |

|             |           |           |
| Pallaks 28’ | Marcatori | 77’ Höfer |

| Arbitro: | Jensen |

|                                                                  |           |  |
| Becker 7’, 31’ Reh 23’ Behrends 38’ (rig.) Krüger 60’ Mrosko 80’ | Marcatori |  |

| Arbitro: | Wippker |

|             |           |             |
| Spazier 17’ | Marcatori | 57’ Liedtke |

| Arbitro: | Gabriel |

|                                     |           |  |
| Lausen 22’ Berghaus 34’ Pröpper 87’ | Marcatori |  |

| Arbitro: | Teichert |

|             |           |                       |
| Haymann 85’ | Marcatori | 19’ Müller 29’ Zindel |

| Arbitro: | Uhlig |

|                                                       |           |         |
| Greiffendorf 27’ van den Berg 43’, 47’ Milasincic 52’ | Marcatori | 7’ Hupe |

| Arbitro: | Lüling |

|                               |           |  |
| Rnic 65’ Spazier 68’ Lenz 75’ | Marcatori |  |

| Arbitro: | Kohnen |

|                                         |           |             |
| Reinders 10’, 51’ Hörster 24’ Lasch 27’ | Marcatori | 72’ Spazier |

| Arbitro: | Marchefka |

|                   |           |                                            |
| Höfer 9’ Rnic 58’ | Marcatori | 17’ Breuer 37’ (rig.), 49’ Bläser 87’ Kehr |

| Arbitro: | Kaiser |

|                                     |           |  |
| Moors 2’ Hey 48’ (rig.) Peitsch 57’ | Marcatori |  |

| Arbitro: | Assenmacher |

|                         |           |                     |
| Haffner 37’ Plücken 54’ | Marcatori | 30’ Speh 48’ Wallek |

| Arbitro: | Schütte |

|             |           |          |
| Hermann 39’ | Marcatori | 55’ Rnic |

| Arbitro: | Hilker |

|  |           |             |
|  | Marcatori | 9’ Wesseler |

| Arbitro: | Redelfs |

|                      |           |                          |
| Brücken 66’ Bals 87’ | Marcatori | 28’ Evenkamp 52’ Haymann |

| Arbitro: | Zuchantke |

|                    |           |                          |
| Rnic 39’, 55’, 80’ | Marcatori | 13’, 45’ Skov 37’ Gerber |

| Arbitro: | Kaiser |

|          |           |  |
| Wolf 75’ | Marcatori |  |

#### Girone di ritorno
| Arbitro: | Winkler |

|                                          |           |                     |
| Anders 12’ Wunder 19’, 82’, 83’ Dahl 63’ | Marcatori | 43’ Lenz 87’ Krüger |

| Arbitro: | Wippker |

|                     |           |             |
| Plücken 3’ Rnic 38’ | Marcatori | 27’ Bachorz |

| Arbitro: | Risse |

|                                                         |           |  |
| Mostert 13’ Funkel 25’ Mattsson 28’ Klohs 38’, 43’, 88’ | Marcatori |  |

| Arbitro: | Rieb |

|                                           |           |                                             |
| Rnic 3’, 21’ Haymann 29’ Höfer 35’ (rig.) | Marcatori | 70’ (rig.) Enders 80’ Stremming 85’ Pallaks |

| Arbitro: | Uhlig |

|                      |           |                   |
| Florian 63’ Rnic 82’ | Marcatori | 81’ Friederichsen |

| Arbitro: | Waltert |

|                                 |           |                         |
| Bien 45’ Fischer 53’ Krüger 71’ | Marcatori | 31’ Haymann 64’ Spazier |

| Arbitro: | Pauly |

|              |           |                              |
| Goldbach 81’ | Marcatori | 40’ (rig.) Pröpper 70’ Budde |

| Arbitro: | Teichert |

|               |           |  |
| Klausmann 75’ | Marcatori |  |

| Arbitro: | Zittrich |

|          |           |                  |
| Rnic 10’ | Marcatori | 88’ van den Berg |

| Arbitro: | Retzmann |

|                                    |           |  |
| Hußner 5’ Nordmann 55’ Schäfer 65’ | Marcatori |  |

| Arbitro: | Horeis |

|                 |           |                                     |
| Höfer 7’ (rig.) | Marcatori | 15’, 90’ (rig.) Fritsche 44’ Zimmer |

| Arbitro: | Wahmann |

|                                     |           |  |
| Zippel 14’ Kehr 32’, 76’ Mertes 85’ | Marcatori |  |

| Arbitro: | Kindervater |

|             |           |                                                   |
| Kuballa 82’ | Marcatori | 14’ Mittendorf 32’, 53’ Eilenfeldt 78’ (rig.) Hey |

| Arbitro: | Glasneck |

|                                 |           |                                       |
| Mattes 11’ Wallek 41’ Kulla 54’ | Marcatori | 29’ Lehr 61’, 84’ Haymann 77’ Plücken |

| Arbitro: | Wichmann |

|                  |           |                                                 |
| Höfer 25’ (rig.) | Marcatori | 11’ Herzog 79’, 89’ Schonert 82’ (rig.) Rehbach |

| Arbitro: | Bartnick |

|                                                   |           |                                  |
| Dohmen 11’ Ludwig 28’ Otters 47’ Hattenberger 75’ | Marcatori | 40’ Rnic 65’ Haymann 68’ Plücken |

| Arbitro: | Marchefka |

|  |           |         |
|  | Marcatori | 9’ Busk |

| Arbitro: | Winkler |

|                   |           |          |
| Höfert 87’ (rig.) | Marcatori | 53’ Lehr |

| Arbitro: | Assenmacher |

|          |           |                       |
| Lehr 39’ | Marcatori | 8’ Angel 86’ Petković |

### Coppa di Germania
| Arbitro: | Uhlig |

|             |           |          |
| Plücken 29’ | Marcatori | 71’ Kühn |

| Arbitro: | Seith |

|  |           |                   |
|  | Marcatori | 105’ (aut.) Kraus |

| Arbitro: | Drescher |

|                   |           |  |
| Hitzfeld 11’, 80’ | Marcatori |  |

## Statistiche

### Statistiche di squadra
| Competizione      | Punti | In casa | In casa | In casa | In casa | In casa | In casa | In trasferta | In trasferta | In trasferta | In trasferta | In trasferta | In trasferta | Totale | Totale | Totale | Totale | Totale | Totale | DR  |
| Competizione      | Punti | G       | V       | N       | P       | Gf      | Gs      | G            | V            | N            | P            | Gf           | Gs           | G      | V      | N      | P      | Gf     | Gs     | DR  |
| ----------------- | ----- | ------- | ------- | ------- | ------- | ------- | ------- | ------------ | ------------ | ------------ | ------------ | ------------ | ------------ | ------ | ------ | ------ | ------ | ------ | ------ | --- |
| 2. Bundesliga     | 20    | 19      | 5       | 4       | 10      | 28      | 38      | 19           | 1            | 4            | 14           | 18           | 58           | 38     | 6      | 8      | 24     | 46     | 96     | -50 |
| Coppa di Germania | -     | 1       | 0       | 1       | 0       | 1       | 1       | 2            | 1            | 0            | 1            | 1            | 2            | 3      | 1      | 1      | 1      | 2      | 3      | -1  |
| Totale            | 20    | 20      | 5       | 5       | 10      | 29      | 39      | 21           | 2            | 4            | 15           | 19           | 60           | 41     | 7      | 9      | 25     | 48     | 99     | -51 |

### Andamento in campionato
| Giornata  | 1 | 2  | 3  | 4  | 5  | 6  | 7  | 8  | 9  | 10 | 11 | 12 | 13 | 14 | 15 | 16 | 17 | 18 | 19 | 20 | 21 | 22 | 23 | 24 | 25 | 26 | 27 | 28 | 29 | 30 | 31 | 32 | 33 | 34 | 35 | 36 | 37 | 38 |
| --------- | - | -- | -- | -- | -- | -- | -- | -- | -- | -- | -- | -- | -- | -- | -- | -- | -- | -- | -- | -- | -- | -- | -- | -- | -- | -- | -- | -- | -- | -- | -- | -- | -- | -- | -- | -- | -- | -- |
| Luogo     | C | T  | C  | T  | T  | C  | T  | C  | T  | C  | T  | C  | T  | C  | T  | C  | T  | C  | T  | T  | C  | T  | C  | C  | T  | C  | T  | C  | T  | C  | T  | C  | T  | C  | T  | C  | T  | C  |
| Risultato | V | P  | P  | N  | P  | N  | P  | P  | P  | V  | P  | P  | P  | N  | N  | P  | N  | N  | P  | P  | V  | P  | V  | V  | P  | P  | P  | N  | P  | P  | P  | P  | V  | P  | P  | P  | N  | P  |
| Posizione | 4 | 13 | 17 | 17 | 19 | 18 | 18 | 19 | 20 | 19 | 19 | 19 | 19 | 19 | 19 | 19 | 19 | 19 | 20 | 20 | 20 | 20 | 19 | 18 | 19 | 19 | 20 | 19 | 19 | 19 | 19 | 19 | 19 | 19 | 19 | 19 | 19 | 19 |

Legenda:

Luogo: C = Casa; T = Trasferta. Risultato: V = Vittoria; N = Pareggio; P = Sconfitta.

### Statistiche dei giocatori
| Giocatore   | 2. Bundesliga | 2. Bundesliga | 2. Bundesliga | 2. Bundesliga | Coppa di Germania | Coppa di Germania | Coppa di Germania | Coppa di Germania | Totale   | Totale | Totale      | Totale     |
| Giocatore   | Presenze      | Reti          | Ammonizioni   | Espulsioni    | Presenze          | Reti              | Ammonizioni       | Espulsioni        | Presenze | Reti   | Ammonizioni | Espulsioni |
| ----------- | ------------- | ------------- | ------------- | ------------- | ----------------- | ----------------- | ----------------- | ----------------- | -------- | ------ | ----------- | ---------- |
| W. Cryns    | 20            | 0             | 5             | 0             | 2                 | 0                 | 0                 | 0                 | 22       | 0      | 5           | 0          |
| E. Evenkamp | 22            | 1             | 1             | 0             | 2                 | 0                 | 0                 | 0                 | 24       | 1      | 1           | 0          |
| W. Fabian   | 23            | 0             | 0             | 0             | 1                 | 0                 | 0                 | 0                 | 24       | 0      | 0           | 0          |
| P. Feiten   | 21            | 0             | 1             | 0             | 3                 | 0                 | 0                 | 0                 | 24       | 0      | 1           | 0          |
| H. Florian  | 23            | 1             | 0             | 0             | 0                 | 0                 | 0                 | 0                 | 23       | 1      | 0           | 0          |
| D. Goldbach | 9             | 1             | 1             | 1             | 2                 | 0                 | 0                 | 0                 | 11       | 1      | 1           | 1          |
| A. Haffner  | 20            | 1             | 3             | 0             | 0                 | 0                 | 0                 | 0                 | 20       | 1      | 3           | 0          |
| K. Haymann  | 31            | 7             | 0             | 0             | 3                 | 0                 | 1                 | 0                 | 34       | 7      | 1           | 0          |
| D. Hupe     | 18            | 1             | 0             | 0             | 2                 | 0                 | 0                 | 0                 | 20       | 1      | 0           | 0          |
| K. Höfer    | 36            | 5             | 2             | 0             | 3                 | 0                 | 0                 | 0                 | 39       | 5      | 2           | 0          |
| K. Jonas    | 13            | 0             | 1             | 0             | 0                 | 0                 | 0                 | 0                 | 13       | 0      | 1           | 0          |
| W. Krüger   | 25            | 1             | 3             | 0             | 3                 | 0                 | 1                 | 0                 | 28       | 1      | 4           | 0          |
| H. Kuballa  | 28            | 1             | 9             | 0             | 3                 | 0                 | 0                 | 1                 | 31       | 1      | 9           | 1          |
| H. Lehr     | 21            | 3             | 4             | 0             | 2                 | 0                 | 0                 | 0                 | 23       | 3      | 4           | 0          |
| W. Lenz     | 16            | 2             | 0             | 0             | 2                 | 0                 | 0                 | 0                 | 18       | 2      | 0           | 0          |
| O. Luttrop  | 23            | 0             | 0             | 0             | 0                 | 0                 | 0                 | 0                 | 23       | 0      | 0           | 0          |
| H. Plücken  | 24            | 6             | 2             | 0             | 3                 | 1                 | 0                 | 0                 | 27       | 7      | 2           | 0          |
| M. Rnic     | 26            | 12            | 6             | 0             | 1                 | 0                 | 0                 | 0                 | 27       | 12     | 6           | 0          |
| M. Schulte  | 23            | 0             | 0             | 0             | 2                 | 0                 | 0                 | 0                 | 25       | 0      | 0           | 0          |
| V. Spazier  | 30            | 4             | 4             | 0             | 2                 | 0                 | 1                 | 0                 | 32       | 4      | 5           | 0          |
| H. Träries  | 17            | 0             | 0             | 0             | 1                 | 0                 | 0                 | 0                 | 18       | 0      | 0           | 0          |
| H. Wiesler  | 10            | 0             | 0             | 0             | 2                 | 0                 | 1                 | 0                 | 12       | 0      | 1           | 0          |